# 三つの代表
三つの代表（みっつのだいひょう、簡体字中国語: 三个代表）とは、2000年2月、当時の江沢民・中国共産党総書記が広東省視察時に発表した重要思想・スローガンである。

## 概説
中国共産党は、以下を代表すべき、とするもの。
1. 中国の先進的な社会生産力の発展の要求
2. 中国の先進的文化の前進の方向
3. 中国の最も広範な人民の根本的利益

2002年11月の中国共産党第16回大会において、江沢民は上記三つの代表が共産党立党の基本、執政の本、力の源であることを強調し、マルクス・レーニン主義、毛沢東思想、鄧小平理論とともに党の重要思想と位置付けられ、党規約に明記された。また、これに関連して前大会規約の「中国共産党は労働者階級の前衛部隊である」の一文に、「同時に中国人民と中華民族の前衛部隊である」との文言が付加され、もはや党が特定の階級の代表に留まらないことを明らかにした
さらに、2004年3月の第10期全国人民代表大会第2回会議における憲法改正により、「三つの代表」は序文に盛り込まれた。現在でもこれを理論的根幹であり、各地で度々党や市政策会議が開催される際にも、この三つの代表が取り上げられる。

## 意義
「三つの代表」論以前、中国共産党は前衛的労働者階級を代表し、富農を除く農民階級を同盟者とし、資本家階級に敵対する、階級政党であるという建前であった。中華人民共和国の枠内では愛国的資本家などを代表する衛星政党の存在が認められていたが、あくまで党外の存在であった。しかし社会主義市場経済化の進展により、唯一の指導政党である共産党が、経済を主導する企業家を排除するという建前は不都合となった。実際、党による企業家への関与は、従来の階級政党の建前とは矛盾する状態になっていた。「三つの代表」論は、これらの束縛を解消する根拠とされた。一方で、共産党が労働者階級の前衛部隊であり、その最終目的が共産社会の建設であるという従来からの立場は「三つの代表」論によって否定はされず、その後の党規約改正の際もこれらの条項は維持されている。